# Coming Home (film, 2014)
Pour les articles homonymes, voir Coming Home.
Pour plus de détails, voir Fiche technique et Distribution.
Coming Home (歸來, Guī lái) est un film chinois réalisé par Zhang Yimou, sorti en 2014.
Pressenti pour représenter la Chine à la 87e cérémonie des Oscars, le film est finalement retiré.

## Synopsis
Le film débute à l'époque de la révolution culturelle en Chine.
 Voilà dix ans que Lu Yanshi, le mari de Feng Wanyu, est en camp de rééducation pour « mauvaise origine de classe ». Après qu'il a réussi à s'évader, son épouse tente de le retrouver dans une gare, où il l'a prévenue qu'il serait. Influencée par la police et dans l'espoir d'obtenir ainsi un premier rôle pour une représentation de son école de danse, leur fille Dandan trahit ses parents et révèle leur lieu de rendez-vous. La police s'empare violemment de Yanshi et bouscule accidentellement sa femme qui chute et se blesse à la tête, ce qui la rend amnésique.
C'est la fin de la révolution culturelle. Lu Yanshi est libéré de sa seconde détention, qui a duré trois ans. Rejoignant enfin sa femme, il constate que, très diminuée, elle ne le reconnaît plus : elle continue en conséquence de l'attendre chaque 5 du mois. Yanshi, soutenu par sa fille Dandan, tente tous les stratagèmes pour réveiller la mémoire de sa femme, en vain. Il devient ainsi auprès d'elle, au fil des années qui passent, une présence attentive, aidante mais anonyme, qui l'accompagne ainsi à la gare une fois par mois, car elle continue d'attendre le retour de son mari.

## Fiche technique
- Titre français : Coming Home
- Titre original : 歸來, Gui Lai
- Réalisation : Zhang Yimou
- Scénario : Jingshi Zou d'après le livre The Criminal Lu Yanshi de Geling Yan
- Photographie : Xiaoding Zhao
- Musique : Chen Qigang
- Pays d'origine :  Chine
- Langue originale : mandarin
- Genre : Drame
- Durée : 109 minutes
- Date de sortie :
  -  Chine : 16 mai 2014
  -  France : mai 2014 (Festival de Cannes 2014)

## Distribution
- Gong Li : Feng Wanyu, la mère
- Chen Daoming : Lu Yanshi, le père
- Zhang Huiwen : Dan Dan, la fille
- Liu Peiqi
- Yan Ni
- Zhang Jiayi
- Chen Xiaoyi
- Zu Feng
- Guo Tao
- Wang Zhifei

## Distinctions

### Nominations et sélections
- Festival de Cannes 2014 : sélection hors compétition
- Festival international du film de Toronto 2014 : sélection « Special Presentations »